# Krwawa jazda
Krwawa jazda (ang. Octane) – brytyjsko-luksemburski dreszczowiec z 2003 roku w reżyserii Marcusa Adamsa. Zdjęcia kręcono w Luksemburgu.